# Givrins
Givrins es una comuna suiza del cantón de Vaud, situada en el distrito de Nyon. Limita al norte con la comuna de Arzier, al este con Genolier, al sur con Duillier, al oeste con Trélex, y al noroeste con Saint-Cergue.
La comuna hizo parte hasta el 31 de diciembre de 2007 del círculo de Gingins.